# Літна придатність

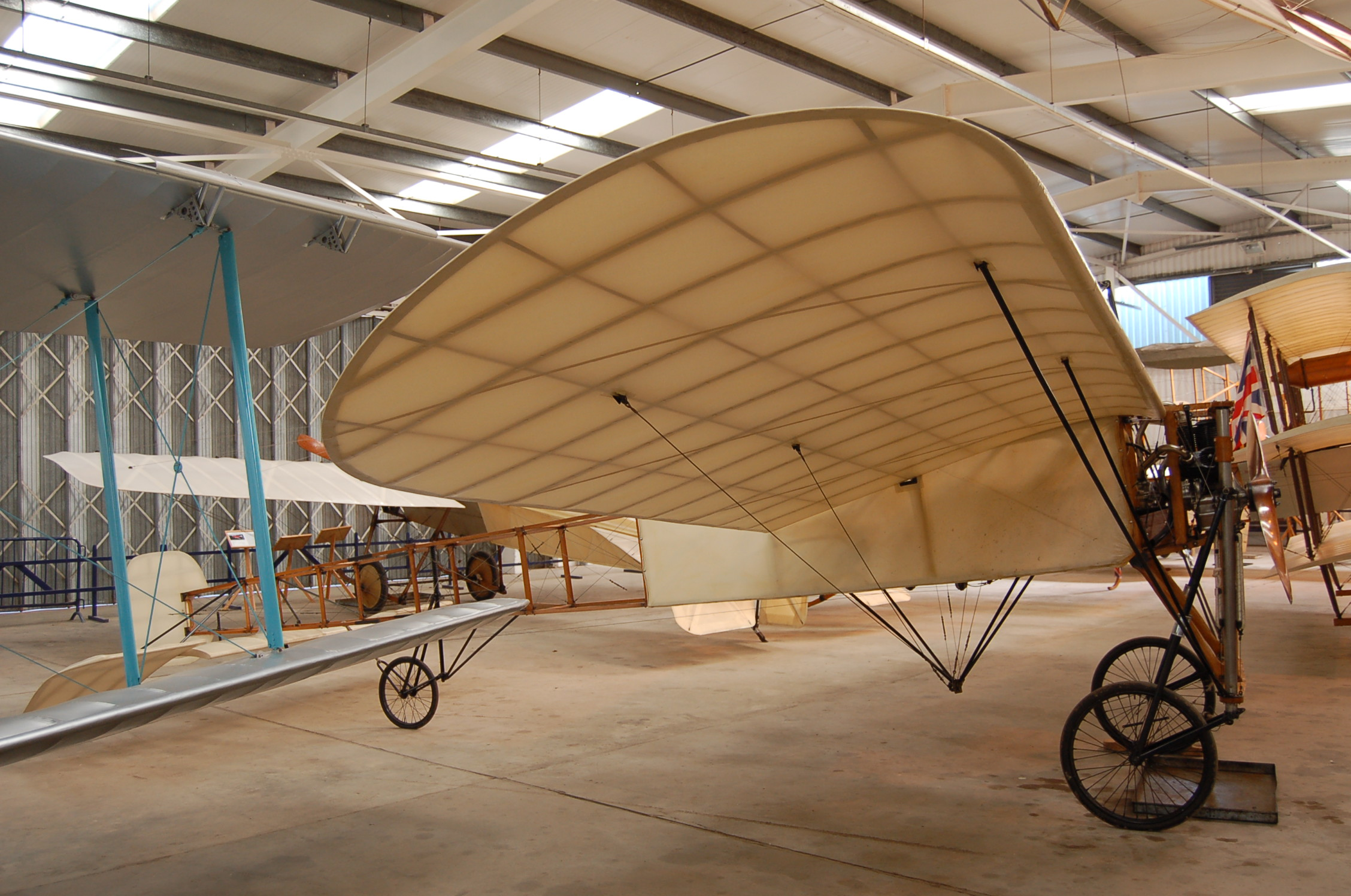
Blériot XI, національний та реєстраційний знаки G-AANG. Найстаріший у світі льотнопридатний аероплан, збудований 1909 р. Shuttleworth Collection (Велика Британія)

Льотна придатність (англ. airworthiness) — характеристика зразка авіаційної техніки, що забезпечується реалізацією норм льотної придатності в його конструкції та льотно-технічних характеристиках. В Україні на кожне цивільне повітряне судно, яке внесено до Державного реєстру цивільних повітряних суден України, відповідно до положень Повітряного кодексу України та вимог авіаційних правил України, Державною авіаційною службою України видається сертифікат льотної придатності відповідного зразка, який засвідчує відповідність його конструкції та експлуатаційної документації схваленій типовій конструкції, а також стан придатності повітряного судна до польотів.
Внесення експлуатантом подання про льотну придатність стверджує кондиційність аероплана і надає достатні підстави для визнання останнього придатним для здійснення польоту, сконструйованого у строгій відповідності до загальновизнаних інженерних правил, стандартів та обмежень, підтримуваного і керованого компетентними та правомочними особами, що діють в рамках організацій, чия діяльність дозволена в Україні.
У випадку, коли є підстави вважати, що рівень безпеки певного повітряного судна може опинитися під загрозою при невиконанні конкретних дій, для поновлення прийнятного рівня безпеки, компетентним органом видається директива льотної придатності.
Директива ЛП видається у наступних випадках:
1) компетентним органом визначено, що існує небезпечний стан повітряного судна, який є результатом недоліку повітряного судна або двигуна, повітряного гвинта, компонента чи обладнання, що встановлені на цьому повітряному судні; та
2) цей стан, ймовірно, існує або може виникнути на іншому повітряному судні.

### Курйозний випадок
Як приклад аероплана, що не був легалізований як льотнопридатний, садове крісло Ларрі Уолтерса у 1982 р.